# NGC 4
NGC 4 je spiralna galaksija u zviježđu Riba.